# Beatrice Andina
Beatrice Andina (18 de marzo de 2005) es una deportista italiana que compite en natación sincronizada. Ganó cuatro medallas en el Campeonato Europeo de Natación, en los años 2024 y 2025.

## Palmarés internacional
| Campeonato Europeo | Campeonato Europeo | Campeonato Europeo | Campeonato Europeo |
| Año                | Lugar              | Medalla            | Prueba             |
| ------------------ | ------------------ | ------------------ | ------------------ |
| 2024               | Belgrado (Serbia)  | Medalla de plata   | Equipo libre       |
| 2024               | Belgrado (Serbia)  | Medalla de bronce  | Equipo técnico     |
| 2024               | Belgrado (Serbia)  | Medalla de bronce  | Rutina acrobática  |
| 2025               | Funchal (Portugal) | Medalla de oro     | Rutina acrobática  |